# Stanki (województwo śląskie)
Stanki – wieś w Polsce położona w województwie śląskim, w powiecie kłobuckim, w gminie Krzepice.
W latach 1975–1998 miejscowość administracyjnie należała do województwa częstochowskiego.